# Distrito Escolar Independiente de Alief

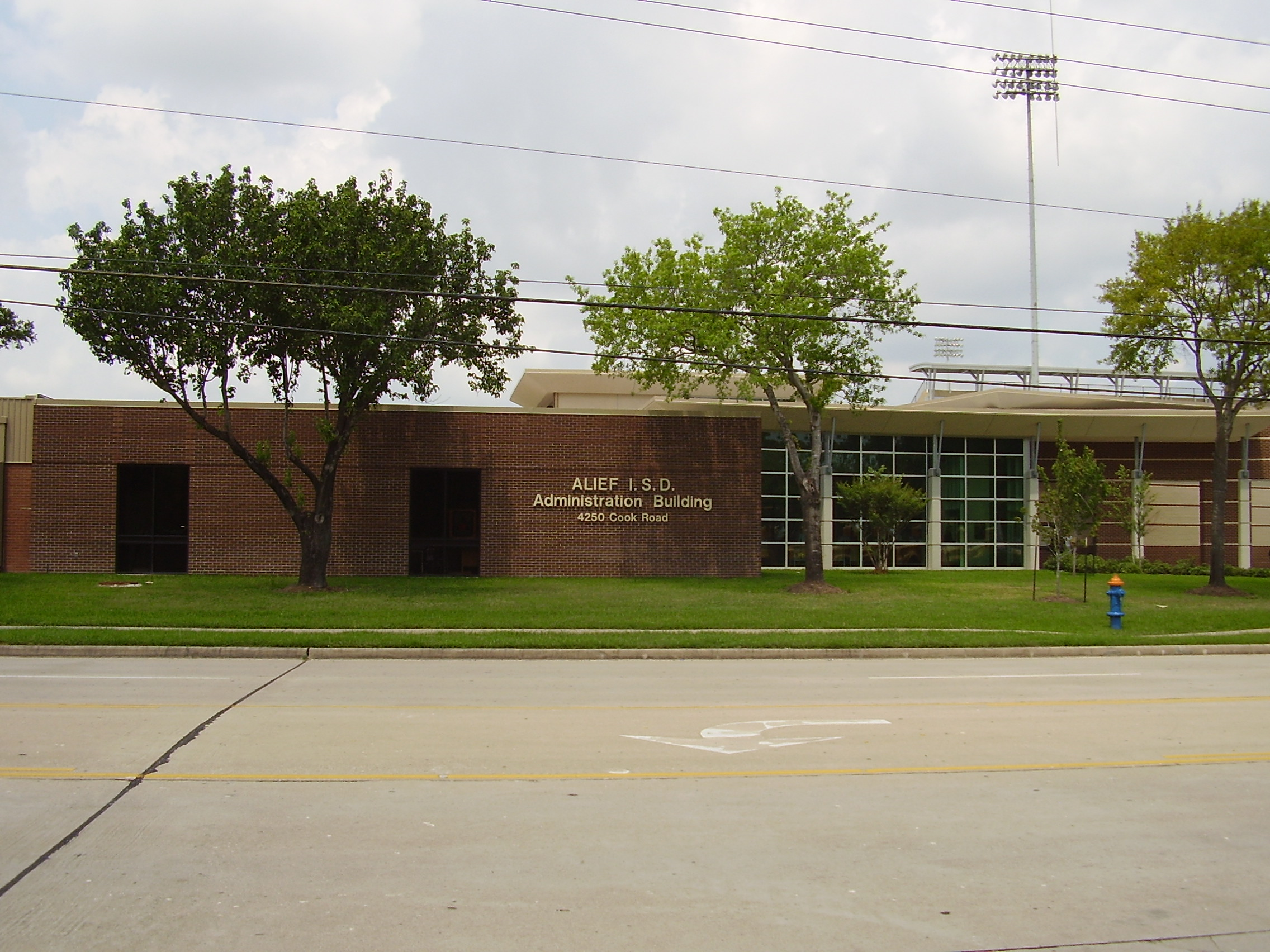
La sede del Distrito Escolar Independiente de Alief.

El Distrito Escolar Independiente de Alief (Alief Independent School District o AISD en inglés) es el distrito escolar del estado de Texas, Estados Unidos. Su sede está en el 4250 de Cook Road, en Houston.

## Escuelas

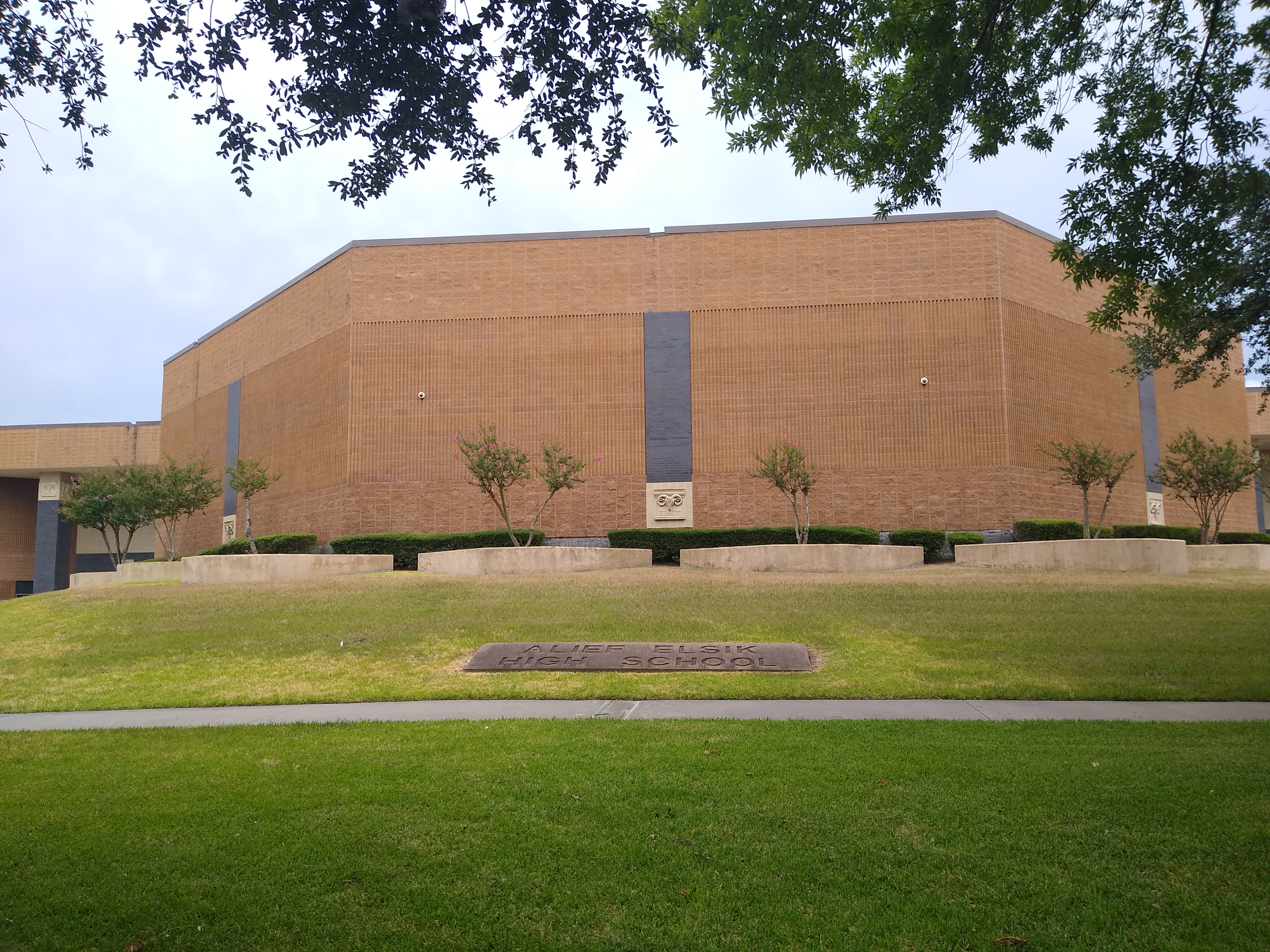
Alief Elsik High School

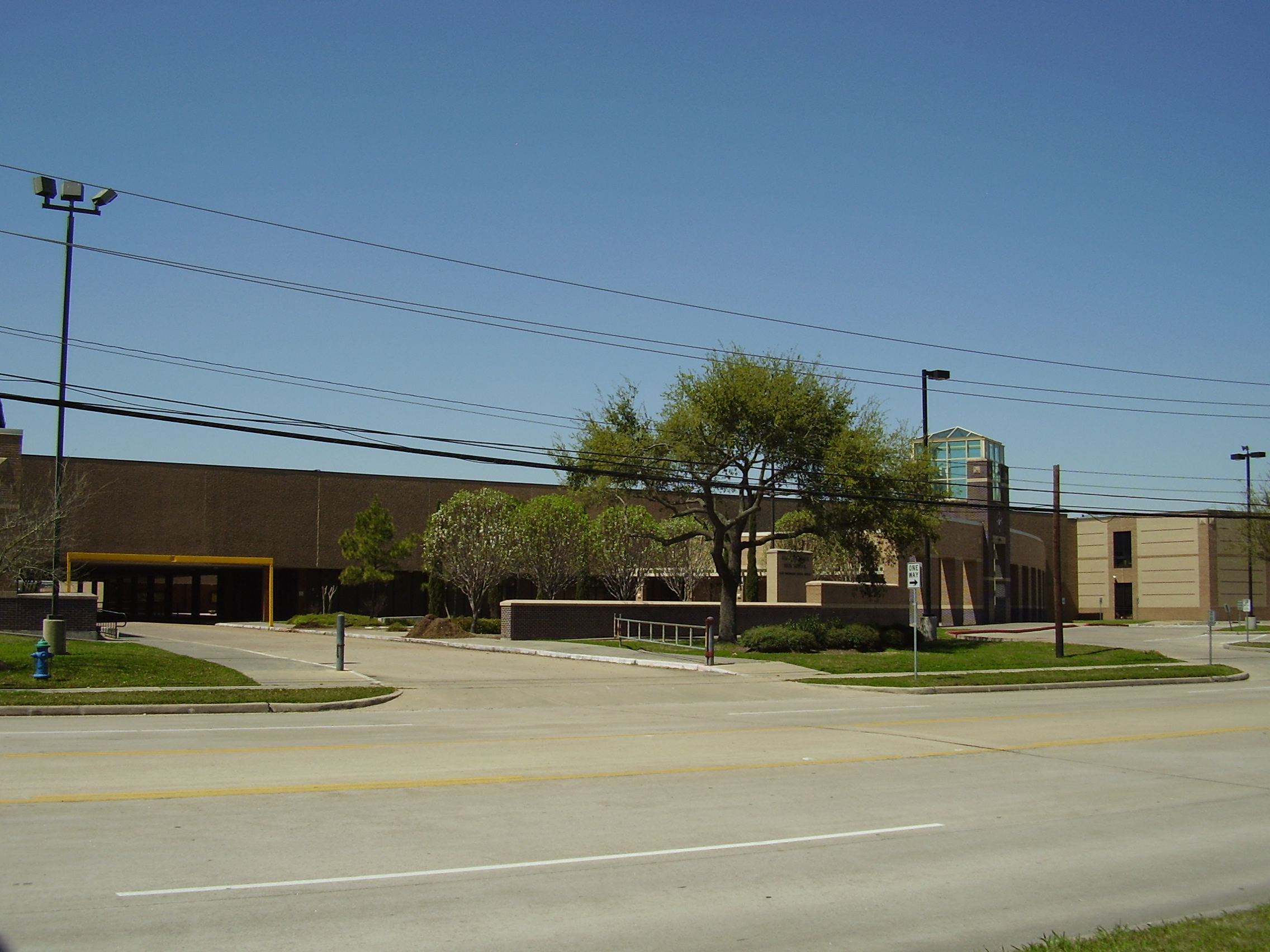
Alief Hastings High School

### Escuelas preparatorias
- Alief Elsik High School y Alief Elsik Ninth Grade Center
- Alief Hastings High School y Alief Hastings Ninth Grade Center
- Alief Taylor High School
- Alief Early College High School
- Alief Kerr High School

### Escuelas medias
- Jack Albright Middle School
- Alief Middle School
- James Holub Middle School
- Killough Middle School
- O'Donnell Middle School
- E. A. Olle Middle School

### Escuelas intermedias
- Gary P. Budewig Intermediate School
- Ivena C. Klentzman Intermediate School
- Helen Mata Intermediate School
- Judith G. Miller Intermediate School
- L. C. Owens Intermediate School
- J. W. Youngblood Intermediate School

### Escuelas primarias
- Deborah Brown Alexander Elementary School
- Betty Roberts Best Elementary School
- Sylvester B. Boone Elementary School
- Audrey Judy Bush Elementary School
- Velma G. Chambers Elementary School
- Chancellor Elementary School
- Margaret Collins Elementary School
- Cummings Elementary School
- Charlette Taylor Hearne Elementary School
- Talmadge Heflin Elementary School
- Howard J. Hicks Elementary School
- Holmquist Elementary School
- Gladys Birdwell Horn Elementary School
- Michael Kennedy Elementary School
- Mildred Rickard Landis Elementary School
- Liestman Elementary School
- Viola Mahanay Elementary School
- A. J. Martin Elementary School
- David Outley, Sr. Elementary School
- Willard L. Petrosky Elementary School
- Flem Rees Elementary School
- Douglas Smith Elementary School
- Ruth Conner Sneed Elementary School
- Cynthia Youens Elementary School
- Hearne Elementary School